# Megachile zaptlana
Megachile zaptlana är en biart som beskrevs av Cresson 1878. Megachile zaptlana ingår i släktet tapetserarbin, och familjen buksamlarbin. Inga underarter finns listade i Catalogue of Life.